# Stenodynerus jurinei
Stenodynerus jurinei är en stekelart som först beskrevs av Henri Saussure 1856.  Stenodynerus jurinei ingår i släktet smalgetingar, och familjen Eumenidae. Inga underarter finns listade i Catalogue of Life.